# Supélec
École Supérieure d'Électricité, também conhecida como Supélec, é uma Escola Universitária de Engenharia, localizada em três campi na França: Gif-sur-Yvette, Rennes e Metz.
Fundada em 1894, é uma das mais prestigiosas e seletas instituições de ensino superior da França e uma referência na área de energia e ciências da informação. Atualmente contando com 460 graduados por ano, a Supélec aparece em diversas classificações entre as melhores escolas na área de engenharia elétrica e engenharia de computação.
Em 1º de janeiro de 2015, foi criado um novo grand établissement denominado CentraleSupélec, agrupando as atividades da École centrale Paris e da Supélec, que deixaram de existir formalmente.
1. ↑  (em francês)Rapport d'évaluation de Supélec Arquivado em 3 de março de  2016, no Wayback Machine.
2. ↑  (em francês)Hervé Biausser : "CentraleSupélec n'est pas une fusion mais une création"